# Список пограничников ГДР, погибших при исполнении обязанностей

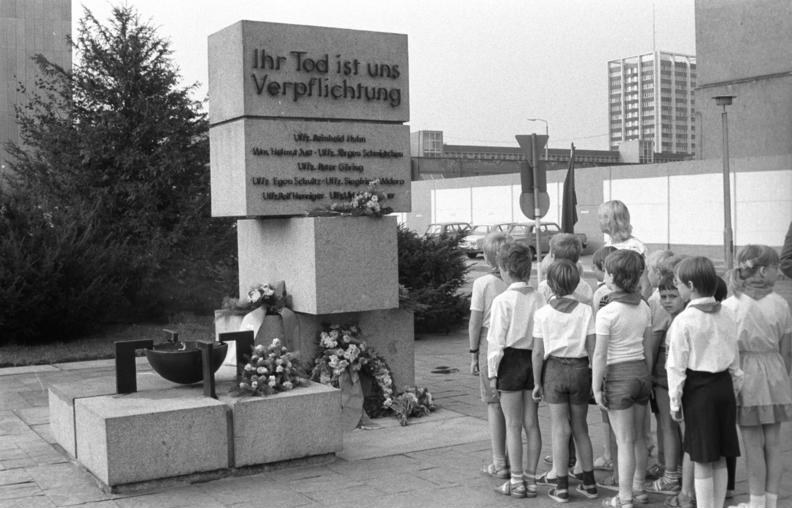
Памятник погибшим пограничникам ГДР (установлен в 1973 году и снесён в 1994 году)

Список пограничников ГДР, погибших при исполнении обязанностей, составлен из солдат и офицеров Пограничной полиции ГДР, Пограничных войск ГДР и Народной полиции ГДР, которые были убиты при исполнении обязанностей по защите государственной границы ГДР.

## Классификация
С октября 1949 по декабрь 1990 годов (за время существования Германской Демократической Республики) были зафиксированы официально 29 случаев гибели полицейских и солдат на государственной границе ГДР. Из 29 случаев 20 произошли на государственной границе ГДР и ФРГ, 8 непосредственно у Берлинской стены, ещё один на границе ГДР и ЧССР. Большинство из погибших пограничников служили в Народной полиции или Пограничных войсках ГДР.
Обстоятельства смерти каждого из пограничников классифицируются следующим образом:
- Убийства совершали дезертиры из Пограничных войск ГДР или Немецкой пограничной полиции как организации-предшественницы Пограничных войск (случаи №№ 4, 10, 14, 18, 21, 24, 27, 28, 29)
- Убийства совершали дезертиры из внутренних органов ГДР (Национальной народной армии, Народной полиции и т.д.) и организаций-предшественниц (случаи №№ 13, 22, 23, 25, 26)
- Убийства совершали дезертиры из ГСВГ (случаи №№ 30, 31)
- Убийства совершали граждане ГДР при попытке выбраться нелегально в ФРГ как до строительства Берлинской стены, так и после её возведения (случаи №№ 9, 19)
- Убийства совершали граждане ФРГ и жители Западного Берлина, а также другие иностранные граждане, среди которых преобладали беглые рабочие или контрабандисты (случаи №№ 12, 16)
- Убийства совершали служащие федеральной полиции (случай № 17), полиции Западного Берлина (случай № 15) и служащие Вооружённых сил США (случаи №№ 5, 6, 7) при исполнении служебных обязанностей.

В подавляющем большинстве случаев установить непосредственных виновников происшествия не удалось.

## Список погибших

### До возведения Берлинской стены (1949–1961)
1. Зигфрид Аппортин (2 июля 1950, Палинген): застрелен на пограничном посту перебежчиками.
2. Герберт Либс (21 февраля 1951, Пфердсдорф): застрелен солдатом Армии США[1].
3. Вернер Шмидт и
4. Хайнц Янелло (2 марта 1951, Оберзуль): оба застрелены солдатом Армии США[1].
5. Рудольф Шпрангер (7 августа 1951).
6. Манфред Портвих (27 октября 1951, Вендехаузен): убит на пограничном посту дезертирами[1].
7. Ульрих Крон (16 мая 1952, Тюров): убит на пограничном посту перебежчиком[2]. Убийца (им оказался несовершеннолетний) приговорён в том же году земельным судом Люнебурга к 10 годам тюрьмы[1].
8. Гельмут Юст (30 декабря 1952, Берлин): обстоятельства не установлены.
9. Вальдемар Эстель (3 сентября 1956, Буттлар): убит при попытке арестовать нелегального мигранта из Испании.

### После возведения Берлинской стены (1961–1989)
1. Йорген Шмидтхен (18 апреля 1962, Грибницзе): убит двумя дезертирами из ННА, учившимися в школе зенитной артиллерии в Штансдорфе[3].
2. Манфред Вайсс (19 мая 1962, Хеннеберг): убит на пограничном посту перебежчиком.
3. Петер Гёринг (23 мая 1962, Берлин): выстрелил в 14-летнего беженца из ГДР, ввязался в перестрелку с берлинской полицией и был убит.
4. Райнхольд Хун (18 июня 1962, Берлин): убит контрабандистом.
5. Руди Арнштадт (14 августа 1962, Визенфельд): убит пограничником ФРГ Хансом Плюшке.
6. Гюнтер Зелинг (30 сентября 1962, Тельтов): по ошибке застрелен пограничниками.
7. Зигфрид Видера (8 сентября 1963, Берлин): ранен в перестрелке 23 августа 1963 и умер от полученных ранений.
8. Неизвестный полицейский из Народной полиции (15 сентября 1964).
9. Эгон Шульц (5 октября 1964, Берлин): убит в нелегально прорытом Тоннеле 57 (по официальной версии, беженцем из ГДР; по неофициальной версии, по ошибке убит сослуживцем).
10. Ганс-Адольф Шарф (10 июня 1966): застрелен полицейским из ГДР.
11. Рольф Хеннингер (15 ноября 1968, Кляйн-Глинике): расстрелян перебежчиком Хорстом Кёрнером.
12. Лутц Майер (18 января 1972, Ширке): убит из АК пограничниками ГДР (не исключена версия самоубийства)[1].
13. Клаус Петер Зайдель и Юрген Ланге (19 декабря 1975, Харрас): убиты дезертиром из ННА Вернером Вайнхольдом[4].
14. Ульрих Штайнхауэр (4 ноября 1980, Шонвальде): убит выстрелом в спину. Убийца сбежал в Западный Берлин, осуждён там на шесть лет тюрьмы (позднее приговор смягчён до 4 лет и 9 месяцев тюрьмы)[5].
15. Клаус-Петер Браун (1 августа 1981, Рустенфельде): убит перебежчиком на пограничном посту[1].
16. Эберхард Кноспе (5 мая 1982, Зоммерсдорф): убит перебежчиком на пограничном посту[6].
17. Уве Диттманн (22 марта 1985, Шпихра): убит перебежчиком из ГСВГ, который был ранен на мосту Верра[1].
18. Хорст Гнидик (3 августа 1989): убит перебежчиком из ГСВГ[7]. Последний убитый пограничник ГДР.

## Память в ГДР
Память некоторых погибших пограничников увековечивалась в ГДР. Так, в их честь называли улицы, деревни, пионерские лагеря, казармы, фабрики и заводы, дома культуры, клубные дома, дома отдыха и школы, а также устанавливали мемориальные доски и памятники. После объединения Германии многие из этих наименований были убраны, а многие памятники были снесены.

## Другие жертвы
Помимо пограничников, до осени 1989 года часто на границе погибали граждане ГДР: в основном это были перебежчики, которые пытались нелегально попасть в ФРГ. Их или убивали пограничники, чьи предупреждения игнорировали граждане, либо же причиной смерти могли стать наземные мины. Некоторые из перебежчиков погибали от утопления, сердечного приступа и т.д. либо же совершали суицид. Очень редко происходили случаи гибели граждан ФРГ и жителей Западного Берлина.